# Dwaranakunte, Sira
Dwaranakunte là một làng thuộc tehsil Sira, huyện Tumkur, bang Karnataka, Ấn Độ.